# San Vicente de Labuerda
San Vicente de Labuerda (Sant Vicient d'A Buerda en aragonés) es una localidad situada en el municipio de Labuerda, del que dista cuatro kilómetros. Pertenece a la comarca de Sobrarbe, provincia de Huesca, Aragón, España. 
Está situado a 780 m de altitud y a pesar de su modesto tamaño atesora un buen número de construcciones de interés artístico-cultural e histórico.
El pueblo de San Vicente se articula alrededor de la fuente de san Visorio, nacimiento del barranco de san Vicente, que baja a Labuerda y el río Cinca. En los alrededores de San Vicente también nacen otros  
barrancos que confluyen en el barranco principal antes de que este llegue a Labuerda (el barranco Fondo, el barranco de Las Pilonas, el barranco Sepilletas/Los Guaz, etc.). 
En 1713 San Vicente de Labuerda tenía 10 vecinos; en 1850, 14; en 1970 eran 38 y en 2020, 8.
San Vicente de Labuerda es el pueblo en cuyas inmediaciones según la tradición murió San Visorio, eremita mártir del siglo X. A poco más de un kilómetro de la localidad se encuentra su ermita. Está situada en la bajante de la sierra homónima; en ella se celebra su romería el primer domingo del mes de mayo.

## Toponimia
Aparece citado en la documentación histórica a partir del siglo XIII como San Vicente de la Buerda, Sancti Vicente de la Buerda, Sanct Vicente y la Buerda, Sanct Vicentio, Sancti Vicient, Sanct Vicent de Cinqua y Sancti Vicient prope Aynsiam.

## Historia
La primera mención que se hace de San Vicente se remonta a 1056, cuando figura como donante en el acta de consagración de la iglesia de san Félix y san Juan Bautista de Aínsa; en 1063 se menciona como Villa, en 1785 como lugar y en 1857 como aldea. 
Inicialmente San Vicente de Labuerda tenía bajo su jurisdicción a la población de Labuerda, pero la situación administrativa acabó invirtiéndose. En cuanto a la parroquia de san Vicente, que disfrutaba el rango eclesiástico de rectoría, también tuvo bajo su jurisdicción a la iglesia de Labuerda al menos hasta el siglo XVI.
Cuando se crea el obispado de Barbastro, en 1571, el templo pasó a formar parte del mismo.

## Monumentos
El conjunto eclesiástico de San Vicente de Labuerda, integrado por la iglesia, la abadía, la esconjuradero y el cementerio, es el principal monumento de la población, de la que se encuentra apartado, emplazado en un altozano.

### Iglesia de san Vicente

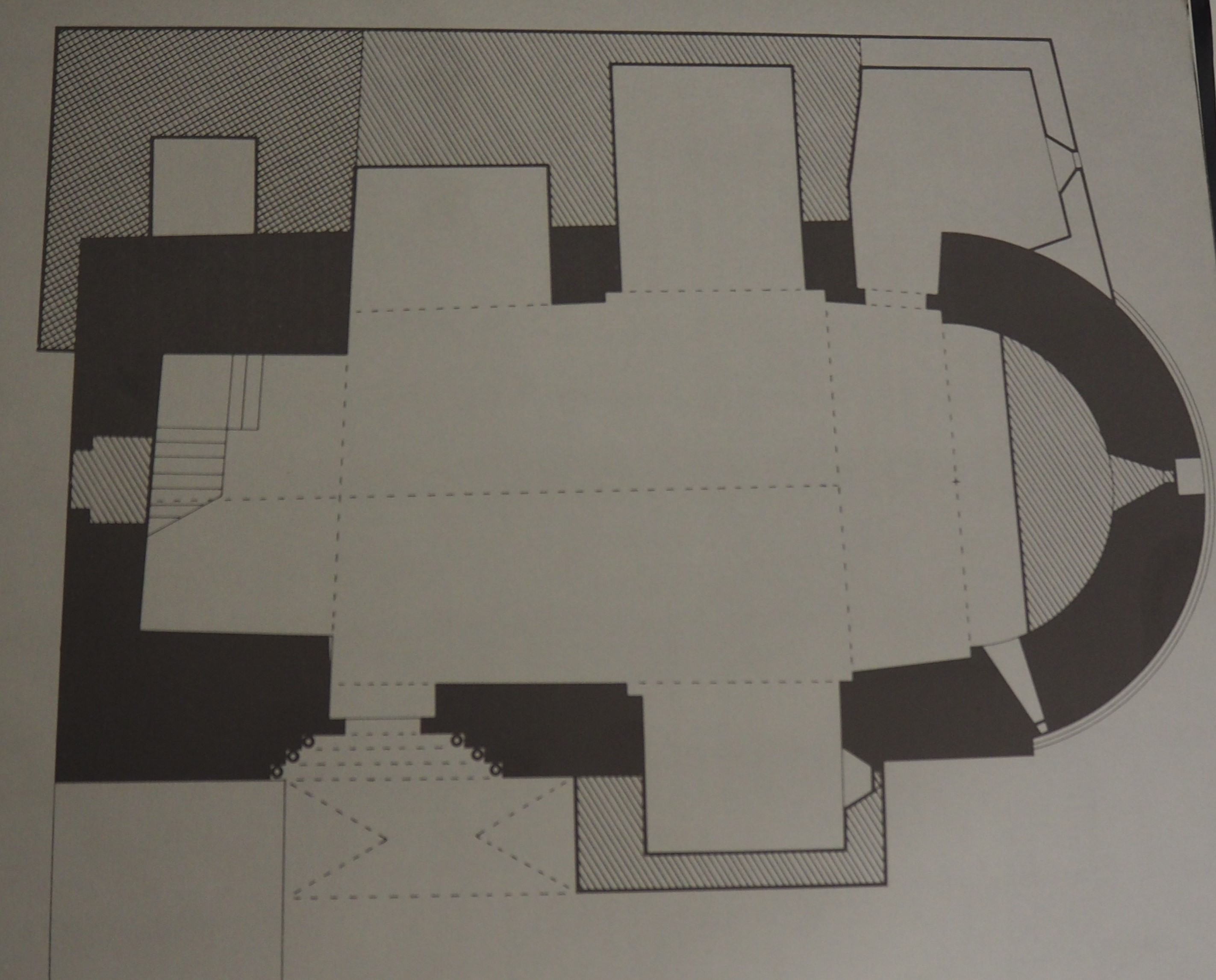
Planta de la iglesia de san Vicente

El templo románico tenía una sola nave, de planta rectangular, presenta bóveda apuntada de cañón y en el ábside bóveda de cuarto de esfera. En el siglo XVI se amplió con la sacristía en el lado del evangelio del presbiterio, dos capillas laterales en el muro norte, una en el muro sur y la torre campanario en el muro norte. 
El ábside tiene dos ventanams con derrame y, al exterior, presenta bajo el alero un friso integrado por 19 baquetones o columnillas que se ha relacionado con la ornamentación del románico lombardo presente en la comarca.
La planta románica sigue el modelo de Aínsa, al igual que en Banastón, Boltaña y Coscojuela de Sobrarbe.
El presbiterio y la capilla del muro sur muestran decoración rococó, de factura tosca, a base de asuntos vegetales, en la que figura la fecha de 1774.

#### Portada
Se abre en el muro sur, presenta arco de medio punto, carece de tímpano, y se adorna con tres arquivoltas de sección cuadrada, sin ornamentar, que descansan sobre otros tantos capiteles decorados con toscos motivos geométricos. Estos se apoyan en columnas circulares de una sola pieza adosados al muro. Se relaciona estilísticamente con la portada de Aínsa. Está protegida por un arco apuntado, construido con posterioridad.

#### Retablo de san Vicente
Está dedicado a san Vicente de Huesca, también llamado san Vicente mártir. Según la tradición, fue discípulo de san Valero, obispo de Zaragoza. Ambos fueron martirizados en Valencia durante la “Gran Persecución” decretada por Diocleciano en 303. En Hispania fue ejecutada por el prefecto Publio Daciano. Vicente sufrió atroces tormentos: flagelación, quebrantamiento de huesos, desgarro de las carnes con garfios, crucifixión, fue desollado, quemado en una parrilla, para finalmente morir degollado. Su cuerpo fue arrojado al mar atado a una rueda de molino, elemento que lo identifica iconográficamente.

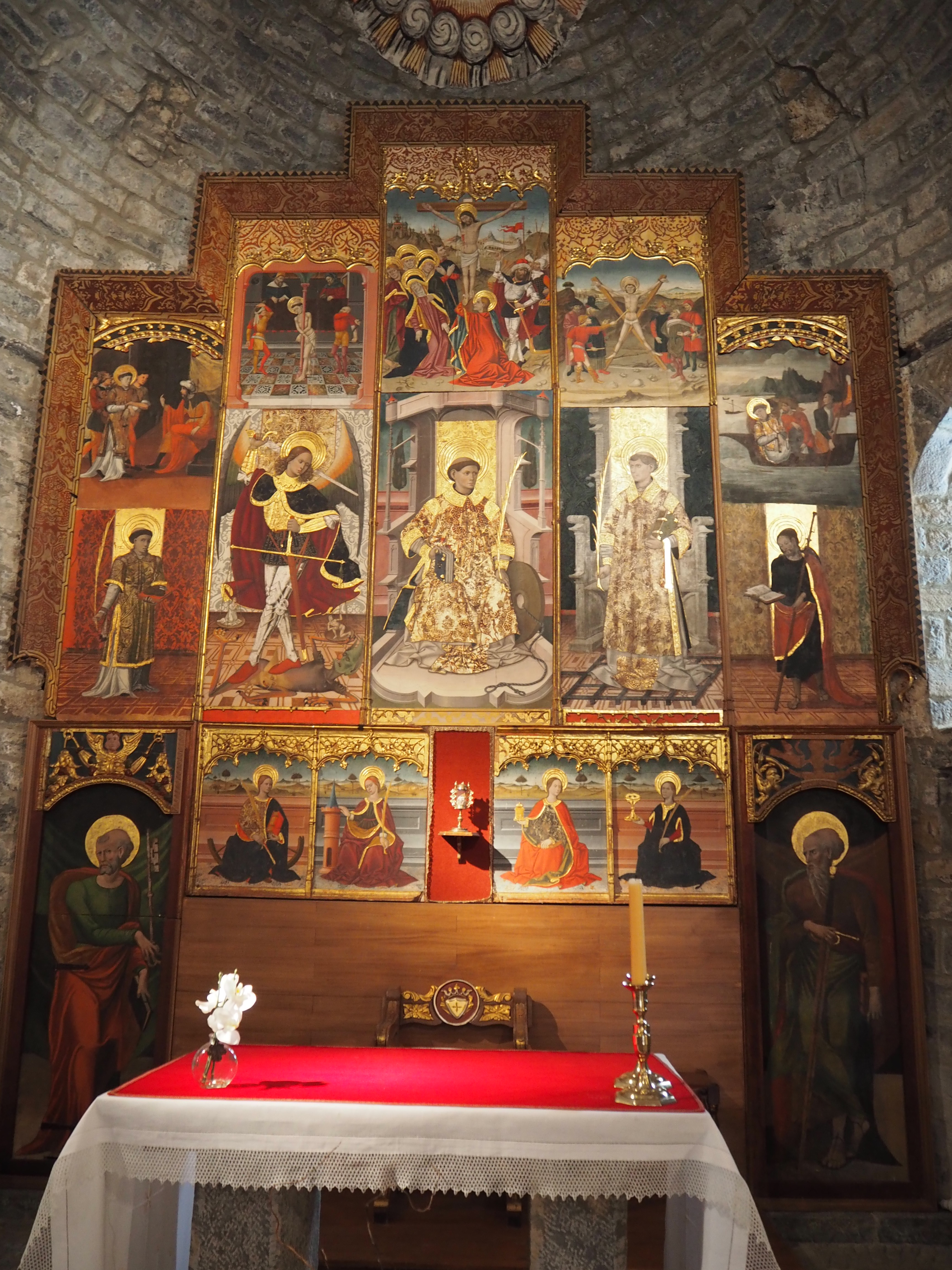
Retablo de san Vicente

El retablo es de madera, está pintado al temple y lleva dorados en los nimbos y adornos de las vestiduras de los santos. Se atribuye al maestro aragonés Juan de la Abadía el Viejo, que junto a su hijo realizó trabajos en esta zona en torno a los años 1455 y 1513. Este pintor es también autor de los retablos de santa Quiteria de Alquézar y de santa Catalina de la iglesia de la Magdalena de Huesca.
El estilo pictórico correspondería al hispano-flamenco, triunfante en los reinos españoles durante los siglos XV y XVI.
Presenta cinco calles y dos pisos o cuerpos, protegidas por un guardapolvos o polsera pintado con tracerías góticas. 
En la base o sotabanco aparecen san Pedro (izquierda del espectador) y san Pablo (derecha) a escala real. En el banco se han representado a las cuatro santas: santa Catalina, con la rueda de su martirio; santa Bárbara con la torre donde fue encerrada; santa María Magdalena con el recipiente de perfume, es la única que no lleva la palma del martirio; y santa Lucía, con una copa con sus ojos que le fueron arrancados por sus verdugos.
Las tres calles centrales son de mayor tamaño que las dos laterales. La tabla o casa central está destinada al santo al que se dedica el templo, san Vicente de Huesca, lleva una rica vestimenta de diácono, está  sentado sobre un trono de traza gótica, con un libro en la mano derecha y la palma de martirio en la izquierda, en este mismo lado se ha representado la piedra de molino con la que su cadáver fue arrojado al mar. A su derecha se encuentra el arcángel san Miguel, lujosamente ataviado, disputando con un demonio monstruoso el peso de un alma. A su izquierda aparece san Lorenzo, patrono de Huesca; está de pie, sobre la parrilla donde fue quemado, Y, al igual que san Vicente, lleva en sus manos y libro y la palma de mártir. Su vestimenta es muy rica, como sucede también con la de san Vicente y san Miguel. 
Sobre la tabla san Vicente, en el ático que corona el retablo, aparece el Calvario en el que destaca el paisaje del fondo de estilo flamenco.
En el primer piso de las calles laterales figuran, en menor escala, san Esteban (izquierda), llevando las piedras con las que fue lapidado, y Santiago (derecha), con el bastón y la calabaza de peregrino.
En el último piso, flanqueando el Calvario, se reproducen, de izquierda a derecha, cuatro escenas que la tradición relata sobre el martirio de san Vicente: la comparecencia maniatado ante el pretor Publio Daciano, la flagelación por un par de sayones presenciada por dos jerarcas, el martirio en una cruz en aspa y la escena en la que su cadáver es arrojado al mar Mediterráneo atado a una piedra de molino, de donde fue recuperado milagrosamente en la playa de Cullera.
En las 16 tablas que forman el retablo se advierte la intervención de dos pintores; al de mayor calidad (sería Juan de la Abadía, padre) corresponderían las de San Vicente, san Miguel, San Lorenzo y del Calvario.
El sotabanco se ha perdido, así como algunos de los arcos rebajados o conopiales, que labrados en madera remataban las tablas. El retablo fue desmontado al comienzo de la Guerra Civil, para evitar su destrucción. Ha sido adecuadamente restaurado.
Bajo la tabla de san Vicente se muestra un pequeño relicario con las reliquias que la iglesia había reunido.

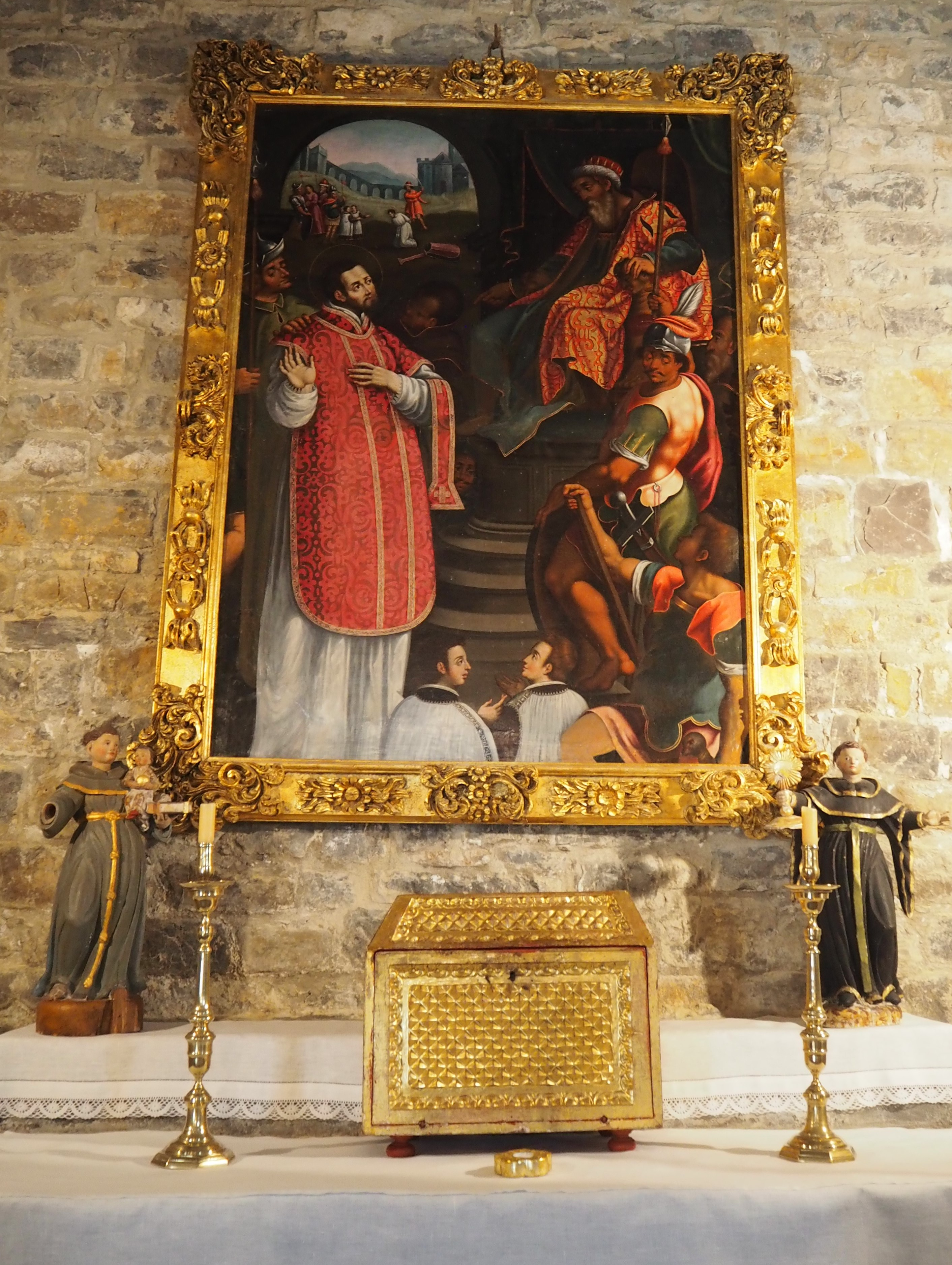
Retablo de san Visorio

#### Capilla de san Visorio
Situada a la izquierda del presbiterio, alberga un retablo dedicado a san san Visorio en castellano o Vissolin en francés. Según la tradición, ya que no ha sido canonizado, nació en el pueblo de Cadeilhan, en el valle francés de Aura en el año 985. Cruzó la frontera, en compañía de sus discípulos Clemente y Froilán, para situarse en la vanguardia de las tierras que estaban siendo conquistadas a los moros. El entorno de Labuerga conoció al ermitaño san Froilán con el que practicó una vida de santidad en la cueva en la que posteriormente se levantó una ermita con su advocación. Junto con sus dos discípulos, cayó en manos de los musulmanes que los  decapitaron. Una columna de fuego avisó a los habitantes de Labuerda de la existencia de los cadáveres de los tres mártires que los recogieron y dieron sepultura, comenzando de esta manera la devoción a este santo venerado a ambos lados de los Pirineos: sus reliquias se reparten entre la iglesia de san Vicente de Labuerda y en el municipio de Cadeilhan-Trachère (Francia).
El altar está presidido por pintura barroca que representa san Visorio, en compañía de sus dos discípulos Clemente y Froilán, compareciendo ante el gobernador musulmán, que está flanqueado por seis soldados o cortesanos. Los discípulos aparecen, en la base del cuadro, representados con una escala inferior, lo que se interpretaría como prueba de la escasa capacidad del pintor. En la parte superior izquierda del lienzo, a través de un arco, se representa la decapitación del santo ante Clemente y Froilán. Sobre el altar, en una arqueta de madera dorada, se custodian sus reliquias.
En esta misma capilla, a la derecha, adosada al muro, se colocado una escultura de cuerpo entero, en piedra, con restos de policromía, de estilo románico. Representa a san Vicente: lleva la palma del martirio en la mano derecha, un libro en la izquierda y de su cuello cuelga una minúscula piedra de molino. La cabeza se perdió y se ha repuesto con una réplica poco adecuada.

### Esconjuradero

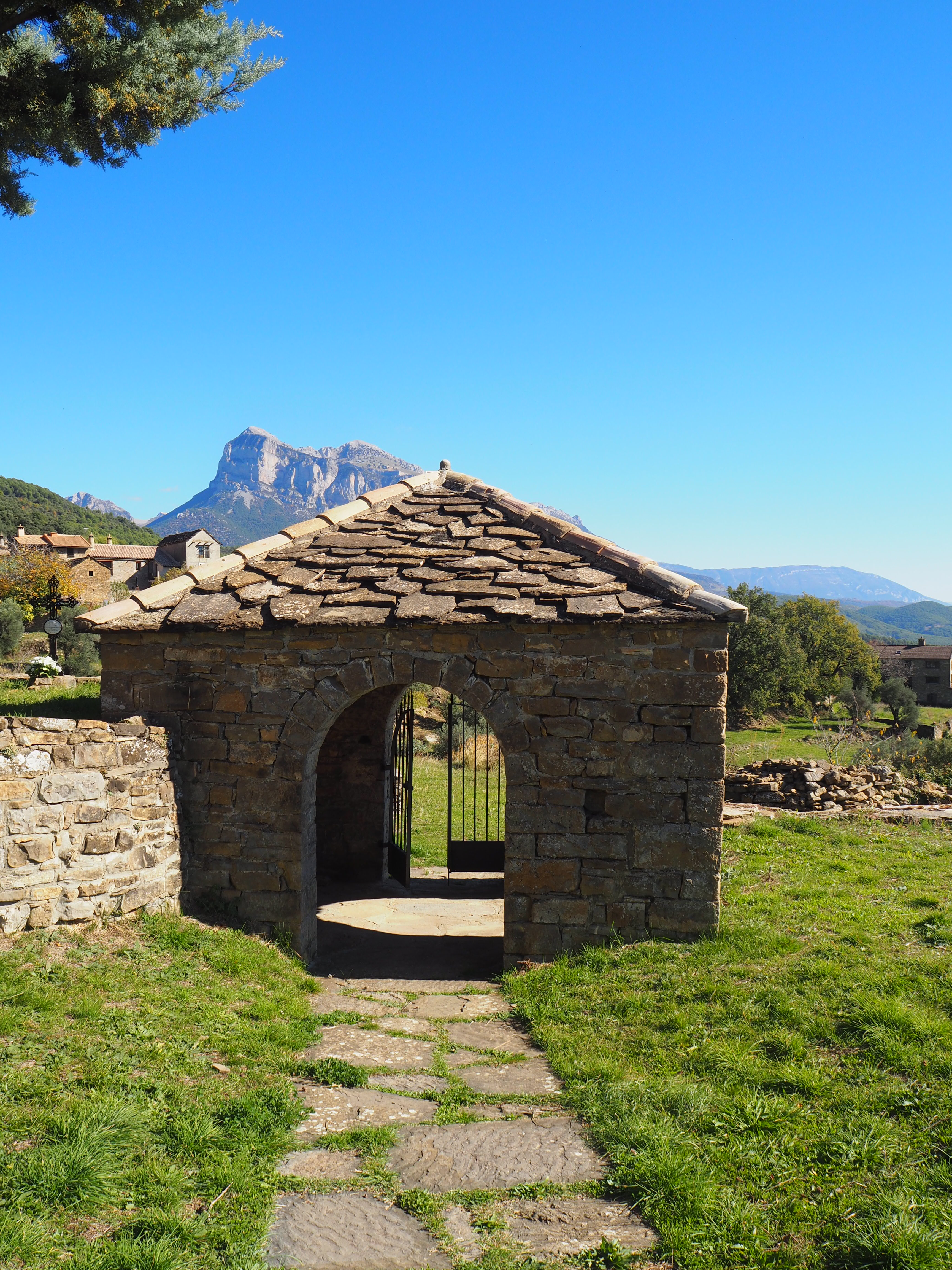
Esconjuradero

El esconjuradero es una edificación religiosa de época románica, muy similar a otros de localidades de Sobrarbe y el Alto Aragón como Asín de Broto, Guaso, Almazorre, Bujasé y Mediano (sumergido en el embalse de este nombre).
Situado al este, próximo al ábside, es de planta cuadrada, tiene cubierta a cuatro aguas, presenta cuatro grandes vanos con arcos de medio punto que se abren a los cuatro puntos cardinales y está construido con sillarejo.
En este lugar, fuera de la iglesia, abierto a los cuatro puntos cardinales, y cubierto de las inclemencias del tiempo, se situaba el sacerdote para conjurar con sus oraciones ("exconjurar") las tormentas y las plagas que amenazaban los campos y arruinaban a los agricultores. Ha sido convenientemente restaurado.
Se han preservado versos de la ceremonia de esconjuración hecha tradicionalmente por el sacerdote:
Boiretas de Sani Vizient

Boiretas ta Sant Lorient

¡No bi apedreguetz quan t'o lugar en sigatz!

¡No mos caiguetz y marchatz t'Araguás!

Esas palabras se pronunciaban en alto por parte del cura bajo la construcción, mientras rociaba con agua bendita el suelo y el cielo para ahuyentar los fenómenos meteorológicos y a las brujas. Se trataría de un rito de origen ancestral precristiano, superviviente en los montes aislados de la zona[cita requerida].

### Casal del abad
Era la residencia del abad o párroco de la iglesia. Fue construida en el siglo XVI (aparece el año 1568 en la puerta) como un sobrio edificio renacentista. Está restaurado, tiene dos plantas y cuenta con horno de pan. Su gran dimensión refleja la importancia de la parroquia y  de las rentas que percibía, una de las más altas del su arciprestazgo (Durán, 59). Provenían en su mayor parte de las propiedades rústicas y de las aportaciones de los fieles en concepto de diezmos, primicias y limosnas.

### Casa Buil
Otra obra de relevancia es Casa Buil. Es un buen ejemplo de las llamadas Casas torreadas del Alto Aragón. Esta construcción del Siglo XVI, restaurada con acierto en el siglo XX, presenta un excelente estado de conservación y atestigua los momentos de gran inseguridad que se vivieron en Sobrarbe durante este periodo, fundamentalmente debidos a los conflictos nobiliarios, a los fronterizos con el reino de Francia, y a la existencia de bandoleros en esta zona de hábitat disperso y, por tanto, insegura.
Es de planta rectangular y tiene cinco pisos, el inferior esta cubierto con bóveda. Por su altura destaca sobre las torres del entorno, que por lo general tienen cuatro pisos. En la segunda planta, que es la que se utilizaba como vivienda, se abre una ventana ajimezada con arcos de medio punto, mientras que las aspilleras de ranura y gota central se reparten por los distintos pisos.
El origen en esta localidad de la familia Buil, según estimaciones, se remonta al siglo XIII, y en aquella época debió de tener su torre-vivienda, que fue sustituida por la actual, construida, como se ha adelantado, en el siglo XVI. Existe documentación, fechada en 1693, que da cuenta de la existencia de la actual torre.
Dentro de este conjunto arquitectónico, se encuentra una pequeña capilla del siglo XVI en la que se da culto a la Virgen del Rosario, en una imagen de ese mismo siglo. En principio, estaría destinada al culto de la familia propietaria de la torre y, posteriormente, se abriría al resto de la población, dado que la iglesia de San Vicente está relativamente apartada.

### Ermitas
A escasa distancia del pueblo se encuentran la ermita de San Visorio y la ermita de San Miguel
Otros lugares de devoción en los alrededores:
- Ermita de san Urbez, en el valle de Añisco.
- Ermita de san Lorenzo, en las Gargantes de Yaga.
- Cueva de san Victorián, en la Peña Montañana.

## Lugares circundantes
El pueblo está comunicado con las siguientes poblaciones:
- Morillo de Sampietro
- Fontanal (enlace roto disponible en Internet Archive; véase el historial, la primera versión y la última).
- Labuerda
- San Fertús
- Boltaña
- Aínsa

## Fiestas
- 22 de enero, Fiesta Corta o Fiesta de Invierno.
- 8 de mayo, romería de San Miguel y Santa Margarita.
- 16 de agosto Fiesta Mayor, de San Roque.

## Galería de imágenes

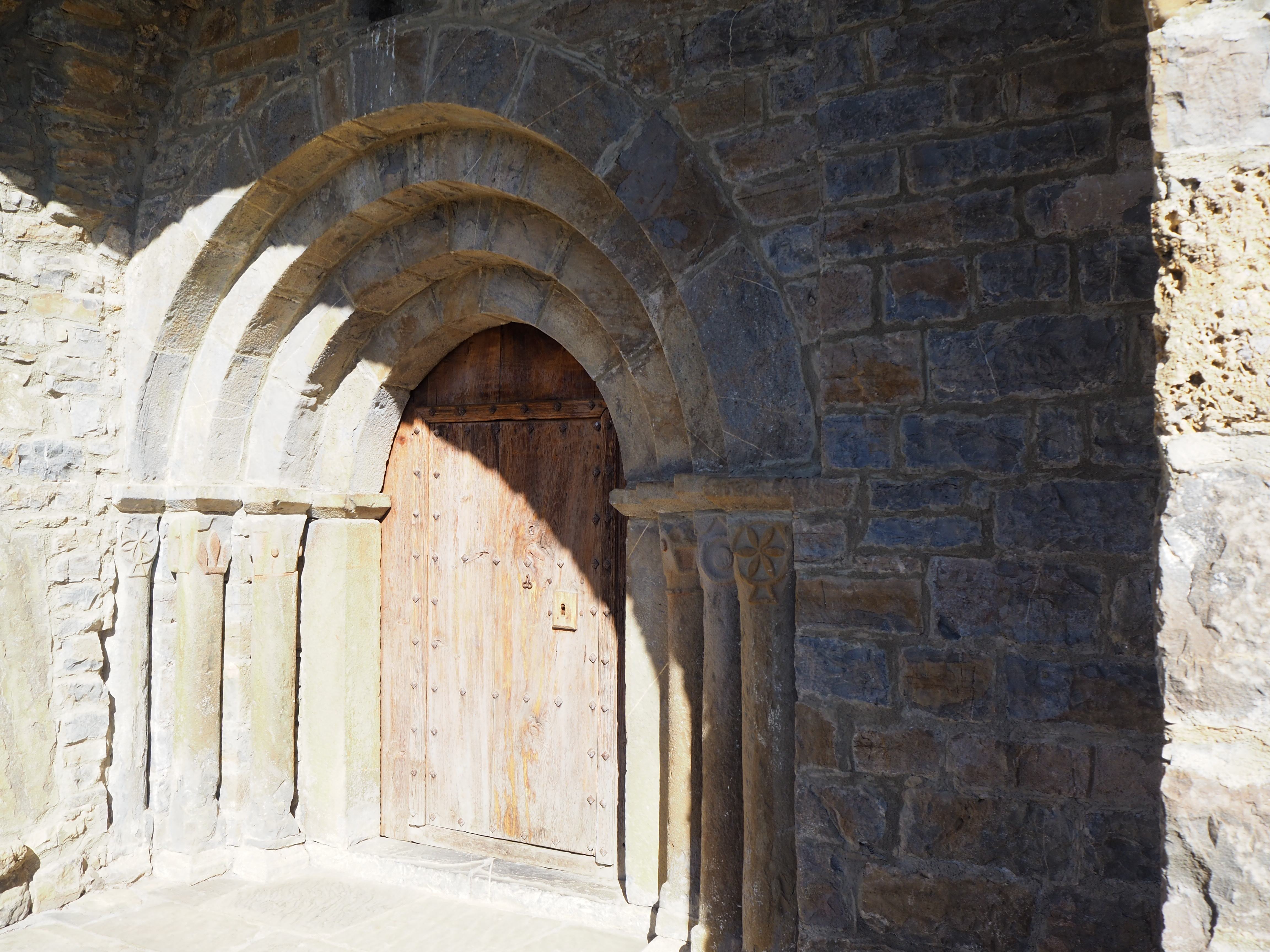
Portada románica
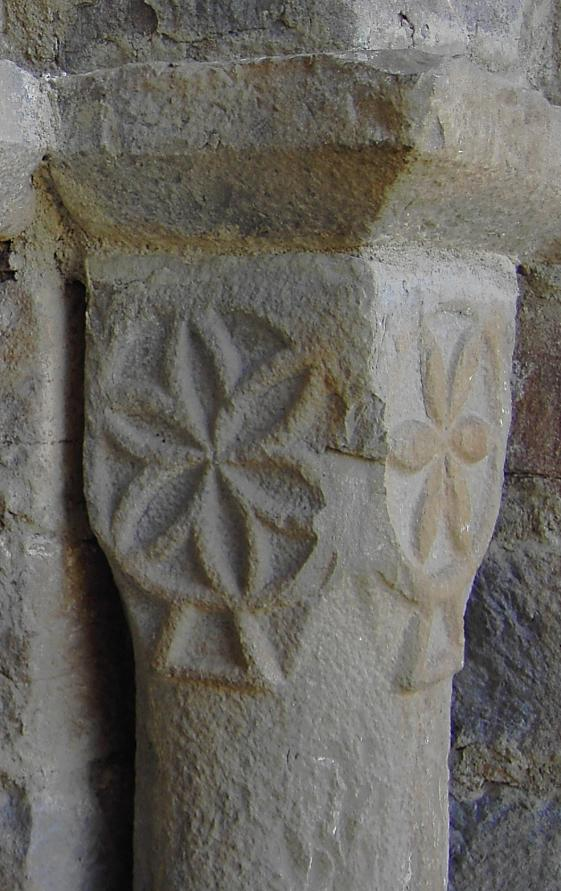
Capitel de la portada
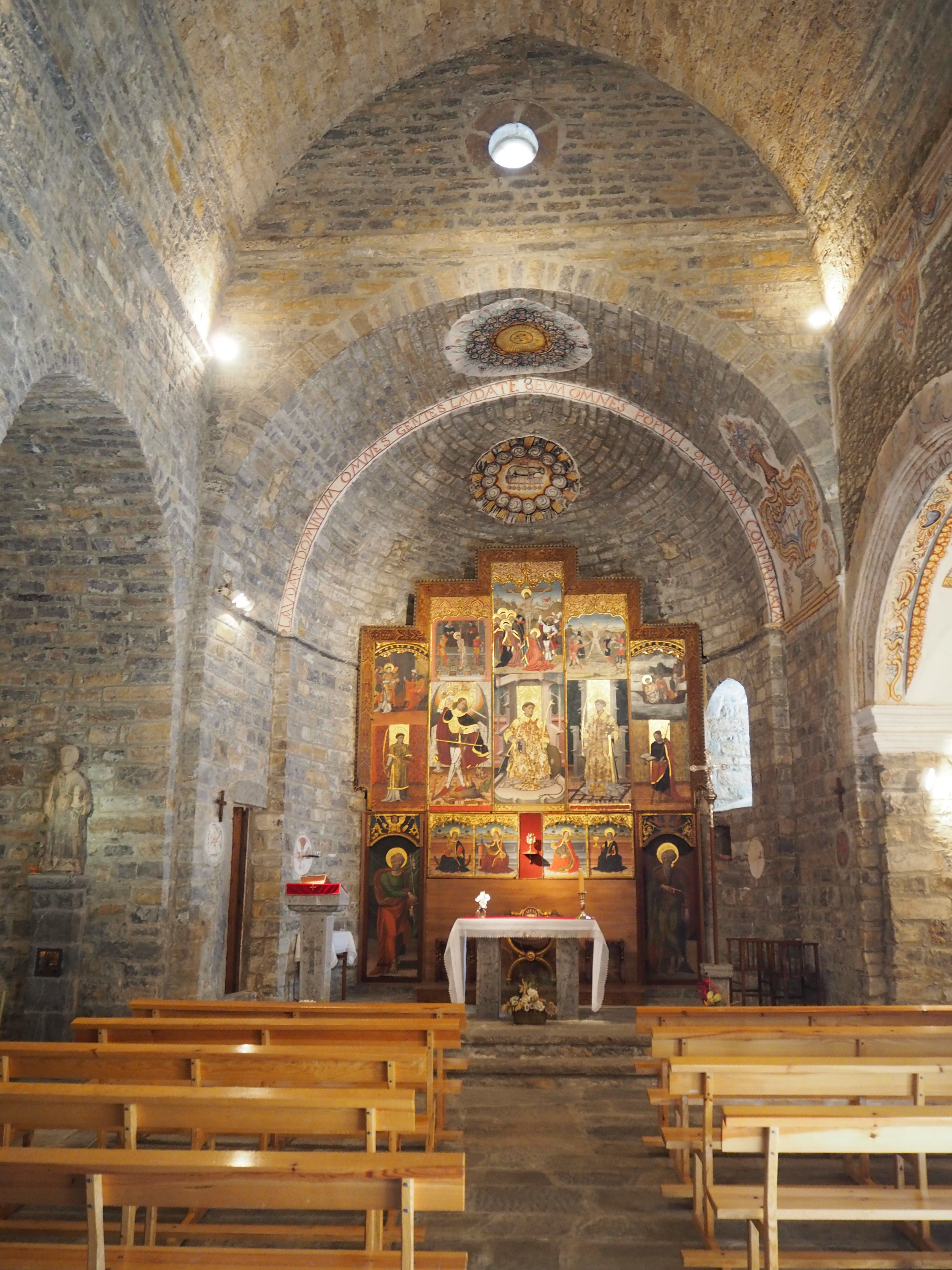
Interior del templo
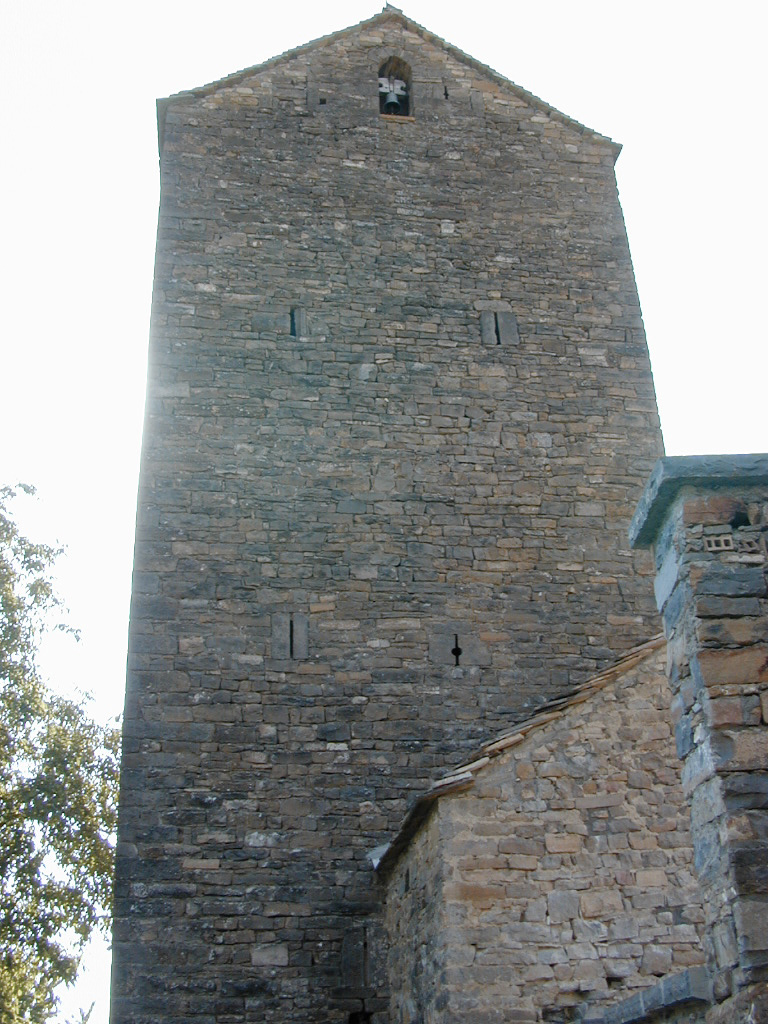
Casa Buil, torre medieval
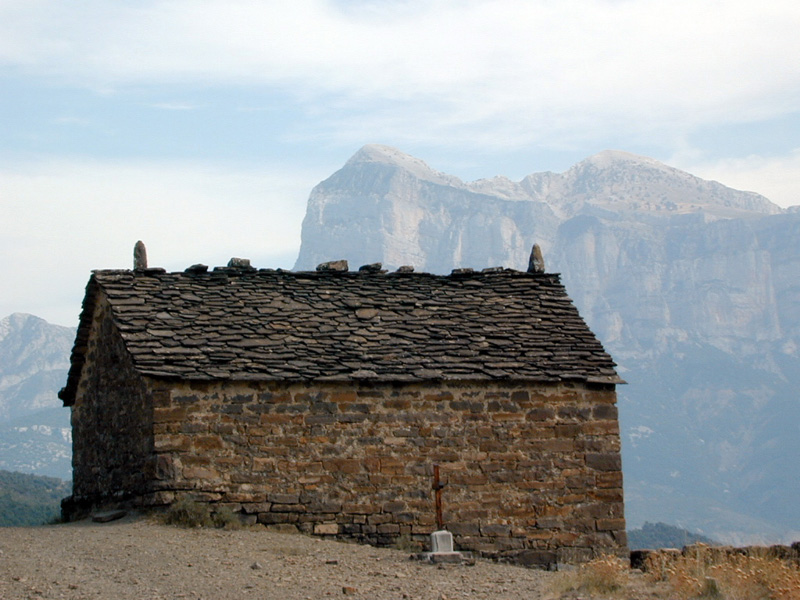
Ermita de san Miguel
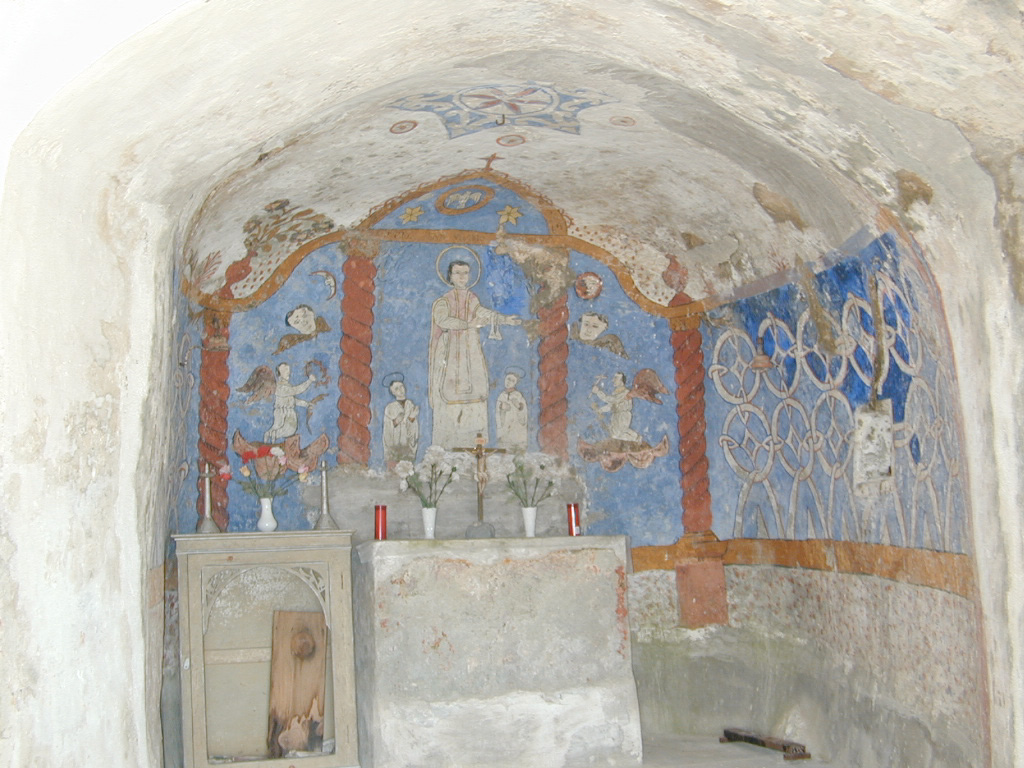
Interior de la ermita rupestre de san Visorio